# 世界先進
世界先進積體電路股份有限公司（英語：Vanguard International Semiconductor Corporation），簡稱世界先進，是一家台灣專業晶圓代工公司，於1994年12月5日在新竹科學園區設立。世界先進目前擁有五座八吋晶圓廠，分別位於台灣與新加坡。2023年平均月產能約27.9萬片8吋晶圓。
1998年3月，世界先進以科技類股掛牌上櫃，主要股東包括台積電、行政院國家發展基金等法人機構。

## 背景

### 成立
在1980年代左右，儘管台灣的電腦製造業已相當發達，但仍缺乏自製記憶體的技術，使台灣電腦製造受到記憶體供貨的限制。1986年全球DRAM大缺貨期間，記憶體價格甚至高達一台電腦的25%，甚至無法出貨。因此，台灣工業技術研究院於1990年代延攬當時任職貝爾實驗室的盧志遠回國，發起為期五年的「次微米製程技術發展計畫」，以冀發展台灣國產記憶體技術，確保供貨無虞。
1993年，首批製造0.5mm製程的16MB DRAM八吋晶圓通過驗證，為台灣首批自主生產的DRAM產品。1994年，工研院以技術轉移的方式衍生成立公司，同年12月台積電率領13家公司得標，以資本額140億元台幣成立「世界先進積體電路股份有限公司」。

### 經營
儘管世界先進成立初期，即表現相當亮眼的財務成績，但由於DRAM的可取代性高，且世界先進的規模及技術不如國外記憶體大廠，缺乏足夠競爭力。在1990年代後期，DRAM的價錢急速崩跌，世界先進隨即陷入嚴重虧損，董事長張忠謀不得不於2000年宣布退出DRAM產業，轉向晶圓代工產業。

## 廠區
- 一廠： 新竹科學園區（企業總部）
- 二廠： 新竹科學園區（原 華邦電 八吋廠 2007年購入）
- 三廠： 桃園市蘆竹區南亞科園區（原 南亞科 八吋廠 2014年購入）
- 新加坡廠： Tampines（原 特許半導體 八吋廠 格羅方德 2009年合併 → Fab 3E 2019年購入）
- 五廠： 新竹科學園區（原 嘉畜半導體 八吋廠 友達光電 1999年購入 → 2021年購入）
- VSMC： 與恩智浦（NXP）合資 (十二吋廠 2027年量產)